# Ammodendron eichwaldii
Ammodendron eichwaldii là một loài thực vật có hoa trong họ Đậu. Loài này được Ledeb. miêu tả khoa học đầu tiên.